# Ratko Orozović
Ratko Orozović je televizijski, pozorišni i filmski reditelj i scenarista i političar iz Sarajeva.

## Biografija
Rođen je 25. 2. 1944. godine. u Sarajevu, od oca Srbina i majke Hrvatice i po narodnosti je Srbin. Kao đak sarajevske Treće gimnazije bio je jedan od osnivača gradskog filmskog kluba Riječ mladih. Bio je glavni urednik lista studenata BiH "Naši dani". Završio je Filozofski fakultet u Sarajevu sa diplomskim radom iz estetike Lukačeva teorija romana i savremeni pravci u estetici. Nastavio je sa postdiplomskim studijama, ali ih nije završio.
Režirao je dva igrana filma i objavio preko 1.000 pozorišnih, književnih i filmskih kritika. Dobitnik je nagrada za poeziju, satiru i filmsku kritiku i uvrštavan je u antologije. Djela su mu prevođena na italijanski, poljski, ruski, njemački, slovenački, makedonski i druge jezike.
Tokom rata u Bosni i Hercegovini bio je predsjednik izvršnog odbora humanitarnog društva Dobrotvor, član izvršnog odbora i predsjednik Komisije za film i pozorište i izdavačke komisije SKPD Prosvjeta (Sarajevskog dijela koji je djelovao samostalno). Radio je u press-centru Dobrinja sve vrijeme trajanja rata.
Nakon rata, četiri godine bio je odbornik ispred Liberalne stranke i Stranke zelenih u Skupštini grada Sarajeva. Bio je i predsjednik Gradske komisije za zaštitu čovjekove okoline. Član je Asocijacije nezavisnih intelektualaca "Krug 99". Ima status samostalnog umjetnika i član je Komisije za izbor samostalnih umjetnika u Kantonu Sarajevo.

### Književna i pozorišna djelatnost
Književne, poetske, kritičke i satirične radove objavljuje od 1960. Prvu samostalnu knjigu aforizama i satirične poezije Od života sramota objavljuje 1970. godine. Objavio je i knjigu poezije U nama neko drugi (1975), proze Od Jasenovca do polarnog kruga (1999), kao i djelo Od života sramota / One stvari (2005).
Od 1975. je član Udruženja književnika BiH. Takođe je član Udruženja BH novinari.
Bio je član savjeta časopisa "Lice", dopisnik Mladosti, pozorišni kritičar Borbe, "Večernjih novina" i "Jutarnjih novina", "Sna", Dnevnog avaza i urednik "Bosanske vile".
Napisao je tekst za romansu Ima u meni nešto cigansko koju je izvodio Dragan Stojnić (komponozitor je bio Julio Marić) i koja je krajem 60-ih na predtakmičenju za pjesmu Evrovizije završila na drugom mjestu.
Kasnije je pisao pjesme za Mali šlager; Tužna pjesma o mravu (2005) dobila je drugu nagradu žirija, a pjesma Ljubav bumbara i cvijeta (2006), treću nagradu.
Uradio je adaptaciju Memoara prote Mateja Nenadovića u monodramu (izvedena 60 puta), koja je bila u zvaničnoj selekciji Međunarodnog pozorišnog festivala "Zlatni vitez" u Moskvi. U pozorištima je režirao Operu za tri groša Bertolda Brehta, Nije bila peta bila je deveta Alda Nikolaja, Klaustrofobičnu komediju Dušana Kovačevića, Hotel Majna Vlade Dijaka (pozorišta u Sarajevu i Mostaru), Vicemafija iza rešetaka (Narodno pozorište u Mostaru).

### Filmska i TV djelatnost
Filmsku karijeru je počeo kao asistent i pomoćnik reditelja na čuvenim filmovima, Sutjeska (Stipe Delić), Sarajevski atentat (Veljko Bulajić), TV seriji Odbornici i drugim. Rediteljski debi ostvario je 1974. godine, dokumentarnim filmovima Uz druga je drug i Lj - ubiti.
Režirao je preko 50 dokumentarnih filmova od kojih se izdvajaju Ambasadori filma (predstavljao Jugoslaviju na Bijenalu u Veneciji), Okruženi grad (nagrađen u Beogradu i Lajpcigu), Čizme br. 46 (nagrađen u Beogradu), Faraon Stipe iz Vidoša (Zlatna medalja Beograda za scenario), Bolji život divljih svinja (specijalna nagrada Međunarodnog festivala "Zlatni vitez " u Kalugi i Moskvi). Na Festivalu u Uralu 2004. godine dobio je nagradu za film Otkačena kamera (2005), a film je bio i u zvaničnoj selekciji Sarajevskog filmskog festivala.
Od kratkometražnih filmova režirao je izmjeđu ostalog Život piše romane ali nema ko da ih čita (1981) i Balada o tenku (1985).
Režirao je dva igrana filma, oba u Sarajevu. Vanbračna putovanja (1987), koji je naredne godine bio među četiri najgledanija filma u ex-Jugoslaviji i vidjelo ga je preko milion gledalaca. Kao nastavak je snimio svoj drugi film Bračna putovanja (1991), koji je jedan od poslednjih filmova snimljenih u Sarajevu prije rata.
Svojevremeno je bio član savjeta Jugoslovenske kinoteke i dva puta savjeta Jugoslovenskog festivala kratkometražnog i dokumentarnog filma (nosilac je plakete povodom 50 godina rada Festivala a bio je i član žirija). Sarađivao je i sa kinematografskim preduzećem Forum Sarajevo.
Režirao je preko 1.000 emisija (od toga 18 serija) za Televiziju Sarajevo, TV Novi Sad, FTV i BHT. Neke od serija su: Kristalno i ukrasno staklo (1996. dobila Međunarodnu nagradu Nikola Tesla za epizodu iz serije Minerali i njihova svojstva), Narkomanija (7 epizoda), Veliki odmor (2003–2005, 80 epizoda). Takođe je četiri godine režirao ekološku seriju Prirodna baština BiH (60 epizoda). Dvije epizode dobile su producentske nagrade na festivalima u Ohridu i Baru. Od 2003. do 2011. godine napisao je scenario i režirao serijale Otkačena kamera, Mini portreti slikara i Putujem i pitam (2003–2005, 80+ epizoda, BHT).
Član je Udruženja filmskih radnika BiH, gdje obavljao funkciju člana uprave i sekretara. Jedan je od osnivača filmskog časopisa Sineast, čiji je urednik.
Ratko Orozović je zastupljen u Svjetskoj enciklopediji filma. Dobio je 22 međunarodna i 12 domaćih priznanja za filmsko, književno i opšte umjetničko stvaralaštvo. Osnivač je i umjetnički direktor Međunarodnog festivala ekološkog, turističkog filma i spotova "Jahorina fest 2007".
2015. godine osniva svoj Viva film Festival - festival dokumentarnog i kratkog  filma koji se održava u Sarajevu i 19 gradova BiH. A takođe je i jedan od mentora filmskih radionica za mlade "Viva škola filma".

## Spoljašnje veze
- Ratko Orozović на веб-сајту  (језик: енглески)